# Dishonored: Death of the Outsider
Dishonored: Death of the Outsider é um jogo eletrônico de ação-aventura furtiva desenvolvido pela Arkane Studios e publicado pela Bethesda Softworks. É uma expansão autônoma de Dishonored 2 e foi lançado mundialmente em 15 de setembro de 2017 para Microsoft Windows, PlayStation 4 e Xbox One. A história se passa na cidade costeira de Karnaca após os eventos do título anterior, acompanhando a ex-assassina Billie Lurk enquanto une-se ao seu mentor Daud com o objetivo de matar a misteriosa entidade conhecida como o Estranho. O jogo é visto por uma perspectiva em primeira pessoa e o jogador tem a sua disposição poderes mágicos únicos para serem usados na realizações de objetivos, seja por meio de violência ou furtividade.
A ideia de Death of the Outsider foi originalmente concebida como um conteúdo para download de Dishonored 2, porém tornou-se uma expansão autônoma quando a equipe decidiu explorar caminhos diferentes com sua história e jogabilidade. Lurk foi escolhida como a protagonista por ser uma favorita dos desenvolvedores. A história foi pensada para atar os pontos soltos deixados pelos dois jogos anteriores, oferecer uma perspectiva diferente aos jogadores e encerrar o arco narrativo iniciado no Dishonored original. Elementos da jogabilidade foram reformulados ou completamente removidos a fim de diferenciar o título de seus predecessores, adequá-lo ao formato de expansão autônoma e incentivar o jogador a experimentar e explorar suas escolhas.
Death of the Outsider foi anunciado pela primeira vez durante a conferência de imprensa da Bethesda ocorrida na Electronic Entertainment Expo de 2017. Ele foi bem recebido pela crítica especializada, com os críticos elogiando seu projeto de jogo e considerando que era um bom encerramento para a série Dishonored até então. Entretanto, as principais críticas centraram-se em suas fases poucos memoráveis quando comparado a seus predecessores e narrativa fraca. O jogo foi indicado a alguns prêmios da indústria, inclusive uma indicação ao Prêmio do Sindicado dos Roteiristas da América de melhor roteiro em jogo eletrônico. A Arkane anunciou depois de seu lançamento que a franquia estaria entrando em um hiato por tempo indeterminado.

## Jogabilidade

A jogabilidade de Death of the Outsider. O jogador usa a habilidade "Semelhança" para se passar por outro personagem, enquanto o HUD no canto esquerdo mostra a quantidade disponível de vida e mágica e o poder selecionado no momento.

A jogabilidade de Dishonored: Death of the Outsider é similar à de Dishonored 2. É um jogo eletrônico de ação-aventura furtiva visto de uma perspectiva em primeira pessoa. O jogador atravessa uma série de fases auto-contidas com o objetivo de completar diferentes objetivos, podendo realizar isto de maneira furtiva ou violenta, letal ou não-letal. O sistema de caos empregado em Dishonored e Dishonored 2, em que o jogador era julgado por suas ações e isto afetava certos pontos e resoluções da história, foi removido de Death of the Outsider. Assim não há nenhuma penalidade ou recompensa por se escolher um estilo de jogo em detrimento do outro. Ao explorar o mundo, o jogador pode encontrar vendedores para comprar munição e diferentes dispositivos. Além disso, é possível assumir "Contratos", missões mercenárias paralelas que envolvem a realização de objetivos dentro de determinados parâmetros, como por exemplo coleta de informações, assassinatos e sequestros.
Death of the Outsider dá ao jogador três poderes sobrenaturais e uma variedade de equipamentos, incluindo granadas, minas e um lançador de projéteis. Diferentemente dos dois jogos anteriores, os pontos de magia são regenerados automaticamente, consequentemente não necessitando do consumo poções para que sejam restaurados. As habilidades sobrenaturais são disponibilizadas em sua totalidade logo no início do jogo e não podem ser aprimoradas, com o jogador em vez disso podendo equipar talismãs mágicos chamados de "ossos de baleia" para alterar suas propriedades. Os amuletos estão espalhados pelas fases e podem ser coletados pelo jogador. Os poderes são: "Deslocamento", que permite que marcadores de teletransporte sejam posicionados e depois acionados quando o jogador quiser, não necessitando que estejam em seu campo de visão; "Previsão", que pausa o tempo e concede a capacidade do jogador deixar o corpo do personagem, observar os arredores através de paredes, marcar objetos, inimigos e até mesmo um ponto para uso em Deslocamento; e "Semelhança", em que é possível roubar o rosto de personagens não jogáveis e se passar por eles ao custo de pontos de magia.

## Enredo
Depois do eventos de Dishonored 2, a ex-assassina Billie Lurk conseguiu rastrear o paradeiro de Daud, seu antigo mentor, para um clube de boxe na cidade de Karnaca. Lurk descobre que o clube é comandado por um culto chamado Desolhados e que Daud está preso em uma máquina especial que anula seus poderes do Vazio. Ela consegue libertar Daud, que pede ajuda para um último trabalho: matar o Estranho. Ele explica que os Desolhados estão de posse de uma faca ritualística que foi originalmente usada milhares de anos antes para criar o Estranho, com Daud acreditando que esta faca permitirá que eles o matem. Lurk é visitada pelo Estranho, que lhe dá uma estranha mensagem e substitui seu braço direito por um braço do Vazio e seu olho direito por um artefato chamado de o Olho de Prata. Estes lhe concedem habilidades sobrenaturais.
Lurk retorna para a cidade com o objetivo de investigar a liderança dos Desolhados. Ela descobre os nomes dos líderes e consegue roubar duas chaves para um cofre no maior banco de Karnaca, infiltrando-se no banco e roubando a faca ritualística. Lurk também descobre que um dos líderes dos Desolhados tentou abandonar o grupo e escondeu documentos importantes dentro do Conservatório Real. O Estranho aparece para ela e informa que Daud morreu de causas naturais a bordo do Dreadful Whale, o navio de Lurk, durante o assalto. Ela retorna para a embarcação e queima o navio, dessa forma também cremando o corpo de Daud. Lurk em seguida infiltra-se no Conservatório Real e encontra os documentos, que detalham a localização para um portal do Vazio em uma mina abandonada fora da cidade.
A mina agora é operada pelo culto que originalmente criou o Estranho. Lurk entra no local e descobre que a Marca do Estranho, que ele usa para conceder poderes sobrenaturais a diversas pessoas, é na verdade seu nome escrito em uma escrita esotérica que só pode ser lida pelos mortos. Ela prossegue para um artefato chamado Olho do Deus Morto e o absorve, permitindo que atravesse o portal para o Vazio em segurança. Lurk consegue encontrar a morada do Estranho, recebendo a escolha de transformá-lo de volta em um homem mortal ao fazer o espírito de Daud ler seu nome verdadeiro, ou usar a faca ritualística para matá-lo. Independente da escolha, Lurk reconhece que o Estranho se foi e que o mundo mudará de diversas maneiras. Entretanto, o Vazio continuará a existir e não há mais ninguém para decidir quem ganhará seu poder.

## Desenvolvimento
Dishonored: Death of the Outsider foi desenvolvido pela Arkane Studios em seu escritório de Lyon na França e publicado pela Bethesda Softworks. O jogo originalmente começou como um conteúdo para download para Dishonored 2, com seu desenvolvimento só começando após a finalização do título principal em 2016. A equipe queria que a jogabilidade e a narrativa fossem bem diferentes do que aquilo que tinham feito no Dishonored original e em Dishonored 2, até mesmo mais experimentais, o que fez com que seguissem a sugestão do projetista Dinga Bakaba de que transformassem o título em uma expansão autônoma. O estúdio acreditava que isto beneficiaria a qualidade geral de Death of the Outsider, pois teriam mais tempo para desenvolver e polir a arte e sistemas do jogo, algo que não seria possível se o título fosse um conteúdo extra tradicional. Ademais, isto o diferenciaria de seus predecessores e permitiria que fosse aproveitado por jogadores experientes com a série e também por novatos.
O título foi revelado oficialmente durante a conferência de imprensa da Bethesda Softworks na Electronic Entertainment Expo em 11 de junho de 2017 por meio de um trailer cinematográfico. Este  foi produzido pelo estúdio polonês de computação gráfica Platige Image, tendo sido dirigido por Karol Kolodzinski e com a supervisão de efeitos por Krzysztof Stefanski. Um novo trailer mostrando a jogabilidade pela primeira vez estreou em 10 de agosto. Death of the Outsider foi lançado em versões físicas e digitais no dia 15 de setembro para Microsoft Windows, PlayStation 4 e Xbox One. A Arkane comentou depois do lançamento do jogo que a série Dishonored entraria em um hiato por tempo indefinido e que quaisquer futuros títulos não envolveriam o mesmo período temporal do mundo ficcional, muito menos os mesmos personagens.

### Narrativa
A história foi pensada para encerrar o arco narrativo iniciado no primeiro Dishonored, chamado pelos desenvolvedores de "Era Kaldwin", que envolve o assassinato da imperatriz Jessamine Kaldwin e suas consequências. A Arkane passou por várias permutações diferentes sobre quem deveria ser a protagonista da expansão, incluindo Daud, que fora o protagonista dos conteúdos extras do Dishonored original, porém foi considerado que isso seria "fácil" já que seus poderes eram conhecidos. Billie Lurk logo emergiu como a escolha natural na visão da equipe. A personagem era uma favorita dos desenvolvedores, com o diretor Harvey Smith comentando que era uma "escolha óbvia", enquanto Bakaba explicou que ela era "intrigante... passou por vários estágios interessantes em sua vida [...] seu arco de redenção está praticamente completo, ela pagou suas dívidas. E estamos focando em uma aventura mais pessoal em que ela quer encontrar seu mentor que tem um objetivo maluco". A escolha de Lurk também se encaixava na visão de Bakaba sobre as divisões da série, que considerava que os jogos principais deveriam se focar nas figuras poderosas e os conteúdos para download no submundo dos assassinos.
Enquanto Dishonored 2 foi escrito por Sandra Duval, Terri Brosius e Austin Grossman, a equipe de roteiristas para Death of the Outsider precisou ser alterada. Brosius e Grossman saíram para trabalhar em outros projetos, assim a Arkane contratou Anna Megill, Hazel Monforton e Sophie Mallinson para juntarem-se a Duval na escrita da expansão. Foi uma coincidência que as quatro eram mulheres, com Smith comentando que ele valorizou talento na hora de fazer as escolhas. Todas as quatro roteiristas colaboraram muito com o diretor na criação da narrativa e do mundo. Monforton foi contratada depois de postar no Twitter comentários que relacionavam o Estranho ao mito grego de pharmakós, em que uma pessoa assumia o papel de bode expiatório e era expulsa de sua comunidade. Ela chegou a essa realização depois de ver em Dishonored 2 que o personagem era um humano que passou por um ritual semelhante nas mãos de um culto. Esses comentários foram tão precisos que Smith a chamou para fazer parte da equipe.
A ideia que o conteúdo extra deixasse os jogadores entrarem no Vazio e recebessem a escolha de poder matar o Estranho foi concebida por Smith bem cedo ainda durante o desenvolvimento de Dishonored 2. Segundo o diretor, o Estranho poderia representar uma concentração e abuso de poder, que ele considerava os temas principais da série, o que deixava a história interessante, principalmente quando vista pelo ponto de vista de uma personagem como Lurk, que não possuía uma conexão com o Estranho da mesma forma que os outros protagonistas dos jogos e expansões anteriores tinham. O nome Death of the Outsider também surgiu bem cedo durante o processo de produção, com Smith comentando que trazia uma "sensação de Velho Oeste". Entretanto, a Arkane discutiu com a equipe de marketing da Bethesda várias outras possibilidades de nomes, como Dead Hand e Blackheart. Estes acabaram sendo rejeitados por diferentes motivos até finalmente escolherem a versão originalmente proposta pela equipe.

### Projeto
A escolha de Lurk como protagonista parcialmente influenciou o projeto e os sistemas de jogo. O sistema de caos, presente nos dois títulos anteriores, foi removido totalmente; Bakaba comentou que isso encaixava no arco da personagem, que tinha passado por uma redenção em Dishonored 2, não existindo assim "alguém te dizendo isto é bom, isto é ruim". Os desenvolvedores acharam que essa remoção poderia ser interessante de explorar. Os poderes sobrenaturais de Lurk regeneram-se completamente sozinhos, pois ela os retira diretamente do Vazio. A Arkane sentiu que dar ao jogador acesso total aos poderes, e restaurar seus pontos de magia automaticamente, incentivaria uma maior experimentação. Além disso, Bakaba afirmou que a natureza mais compacta da experiência de Death of the Outsider fez a equipe querer que os jogadores aproveitassem ao máximo e os encorajassem a usar as ferramentas disponíveis para "encontrar soluções e criar anedotas e histórias únicas".
Um dos poderes que Lurk recebe é "Semelhança", que permite que ela roube o rosto de personagens não jogáveis e interaja com o mundo como se fosse esse personagem. Smith inicialmente não gostou muito da ideia, já que considerou que seria muito difícil de ser implementada convincentemente e por a equipe já ter cortado uma missão de "furtividade social" em Dishonored 2. Os projetistas mesmo assim continuaram a retrabalhar e refinar a ideia, conseguindo a ajuda e o apoio das equipes narrativa e de projeto de níveis, finalmente encontrando uma versão da ideia que o diretor considerou aceitável. A base para o funcionamento do poder era um conjunto de regras e restrições que precisavam ser bem definidos e desenvolvidos em conjunto pelas equipes de animação, programação, efeitos, som, narrativa e projeto de níveis e objetos. Smith descreveu tudo isso como uma "sinfonia", afirmando que se surpreendeu pelo suporte interno da equipe para que Semelhança fosse implementado da melhor maneira possível.

## Recepção
Dishonored: Death of the Outsider foi bem recebido pela crítica especializada ao ser lançado. No site agregador de resenhas Metacritic, a versão para Microsoft Windows possui um índice de aprovação de 81/100 a partir de 24 crítica públicas, a versão de PlayStation 4 tem um índice de 82/100 baseado em 47 resenhas e por fim a de Xbox One possui um índice de 84/100 a partir de dezesseis resenhas. Em sua primeira semana de vendas, o título vendeu mundialmente por volta de 84 mil cópias físicas; deste número, 52,5 mil foram para PlayStation 4, 24,5 mil para Xbox One e 6,9 mil para Windows, equivalendo a, respectivamente, 63%, 29% e 8% do valor total. O jogo foi indicado ao prêmio da National Academy of Video Game Trade Reviewers na categoria de Direção de Arte, Influência de Época e também ao Prêmio do Sindicado dos Roteiristas da América em Melhor Roteiro em Jogo Eletrônico.
Os críticos de forma geral sentiram que Death of the Outsider era uma boa conclusão para a série Dishonored. Javy Gwaltney da Game Informer elogiou os refinamentos de jogabilidade e a "ficção sombria" de seu mundo. Leon Hurley da GamesRadar comentou que era um jogo mais minimalista e acessível, sendo uma "jornada recompensadora" e um bom fim. Alessandro Fillari da GameSpot também sentiu que era um final satisfatório e que o título provava que a série era muito bem projetada, mesmo sendo uma história mais "reprimida" que seu predecessores. Tom Marks da IGN afirmou que Death of the Outsider não chegava nos mesmos pontos altos de Dishonored 2, mas elogiou as novas habilidades e mudanças de jogabilidade. Phil Savage da PC Gamer achou um bom epílogo, mas um jogo não tão intrincado ou surpreendente que seu predecessor. Colin Campbell da Polygon fez comentários similares, dizendo que o título fez pouco para tentar algo novo. A missão "O Serviço do Banco" foi destacada pelos críticos como a melhor do jogo.
O jogabilidade foi elogiada de forma geral. Ray Porreca da Destructoid gostou de como ela se diferenciava dos jogos anteriores, falando também sobre o "sentimento libertador" de não precisar se preocupar com o sistema de caos. Ele mesmo assim reconheceu que as fases não eram tão bem projetadas quanto em Dishonored 2. Marks gostou de como o funcionamento dos poderes Deslocamento e Previsão eram interligados e achou que Semelhança era uma adição interessante, porém decepcionou-se pelo fato de não poder aprimorar as habilidades e achou que a remoção do sistema de caos diminuiu o impacto de uma abordagem não letal. Fillari achou que a limitação a três poderes poderia fazer a jogabilidade parecer limitada, mas mesmo assim elogiou Death of the Outsider por dar ao jogador espaço para experimentar com suas habilidades e dispositivos. Hurley, por outro lado, achou que a limitação dos poderes era "liberadora" e que as fases permitiam que as opções reduzidas incentivassem momentos mais criativos. Gwaltney achou que a remoção dos pontos de mágica foi a melhor alteração de jogabilidade, pois permitia que o jogo chegasse mais próximo do objetivo da série que era liberdade total para os jogadores. Entretanto, sentiu que as fases não eram tão memoráveis que aquelas dos jogos principais.
A história teve uma recepção mais mista. Campbell gostou de Lurk como protagonista e achou que o mundo e os outros personagens eram bons, porém nada originais. Savage achou que a narrativa funcionava mais quando focava-se na moralidade das facções e personagens, entretanto sentiu que o final pareceu muito corrido por tentar lidar com muitas coisas ao mesmo tempo, falando que seria melhor que fosse feito no decorrer de mais missões. Porreca comentou que o enredo principal sofria de alguns problemas, mas nada que atrapalharia o aproveitamento geral do jogo. Gwaltney escreveu que o conceito de matar o Estranho era fascinante, mas que Death of the Outsider deixava a desejar no quesito história, que as interações com o Estranho eram irritantes e que a relação de Lurk e Daud foi pouco desenvolvida. Marks afirmou que o enredo era direto e que tinha pouco conteúdo, mas ainda assim era satisfatório. Fillari comentou que a história tinha um forte começo, mas que decaia no decorrer do jogo, com as últimas missões parecendo muito rasas. Hurley por sua vez achou que pontos da história foram mal executados e alguns nunca realmente explicados.